# Kieren Emery
Kieren Emery (1 de junio de 1990) es un deportista británico que compitió en remo. Ganó una medalla de oro en el Campeonato Mundial de Remo de 2011, en la prueba de dos sin timonel ligero.

## Palmarés internacional
| Campeonato Mundial | Campeonato Mundial | Campeonato Mundial | Campeonato Mundial     |
| Año                | Lugar              | Medalla            | Prueba                 |
| ------------------ | ------------------ | ------------------ | ---------------------- |
| 2011               | Bled (Eslovenia)   | Medalla de oro     | Dos sin timonel ligero |